# Duitse diaspora

Verdeling Duitstaligen wereldwijd

Duitse diaspora is een term die gebruikt wordt om de verschillende gemeenschappen van Duitsers, althans Duitstaligen, die buiten Duitsland leven mee aan te duiden. Het gaat daarbij niet alleen om emigranten, een term die voor het nakomelingen van emigranten uit een ver verleden niet meer relevant behoort te zijn, maar ook om Duitsers die door het trekken van nieuwe staatsgrenzen buiten het huidige Duitsland kwamen te wonen.

## Terminologie
Duitsers die buiten Duitsland wonen worden ook wel Volksduitsers (Duits: Volkssdeutsche) genoemd. Het is een historische term om een onderscheid te maken tussen 'Staatsduitsers' (Duitse staatsburgers) en de 'Volksduitsers' als zij die tot Duitstalige minderheden buiten Duitsland behoorden (met een moderne term etnische Duitsers). Door de inrichting van nieuwe staten kwamen na 1918 8 miljoen Duitstaligen buiten de grenzen van Duitsland (en Oostenrijk) te wonen. Omdat de term tijdens het nationaalsocialisme werd gebruikt heeft het woord een negatieve klank gekregen.
Met het begrip Auslandsdeutsche werden vóór 1945 de Duitstalige minderheden buiten Duitsland bedoeld. Na 1945 zijn ook de buiten Duitsland wonende Duitsers daaronder begrepen.

## Verdeling

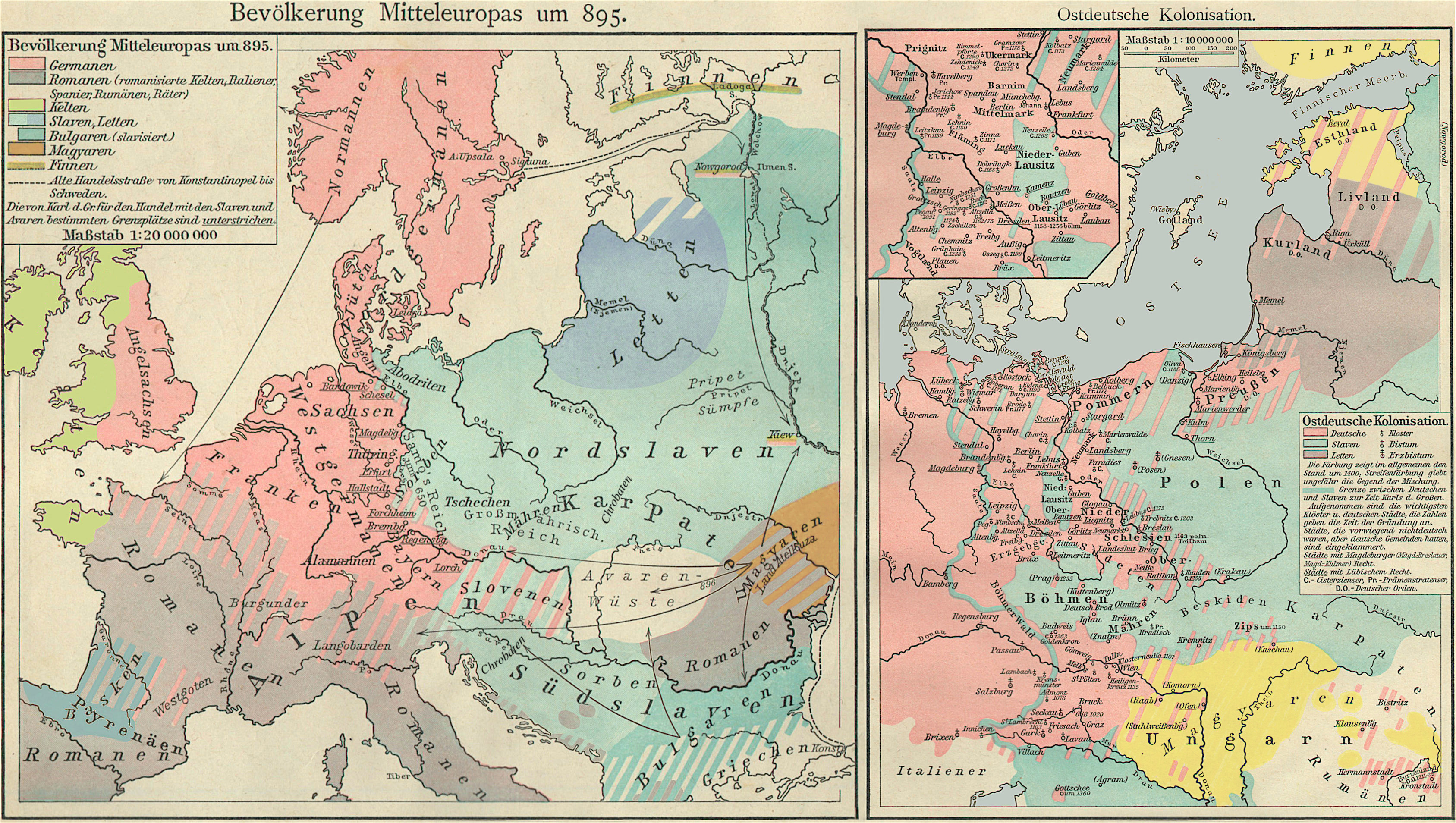
Duitse expansie naar het oosten (895-1400)

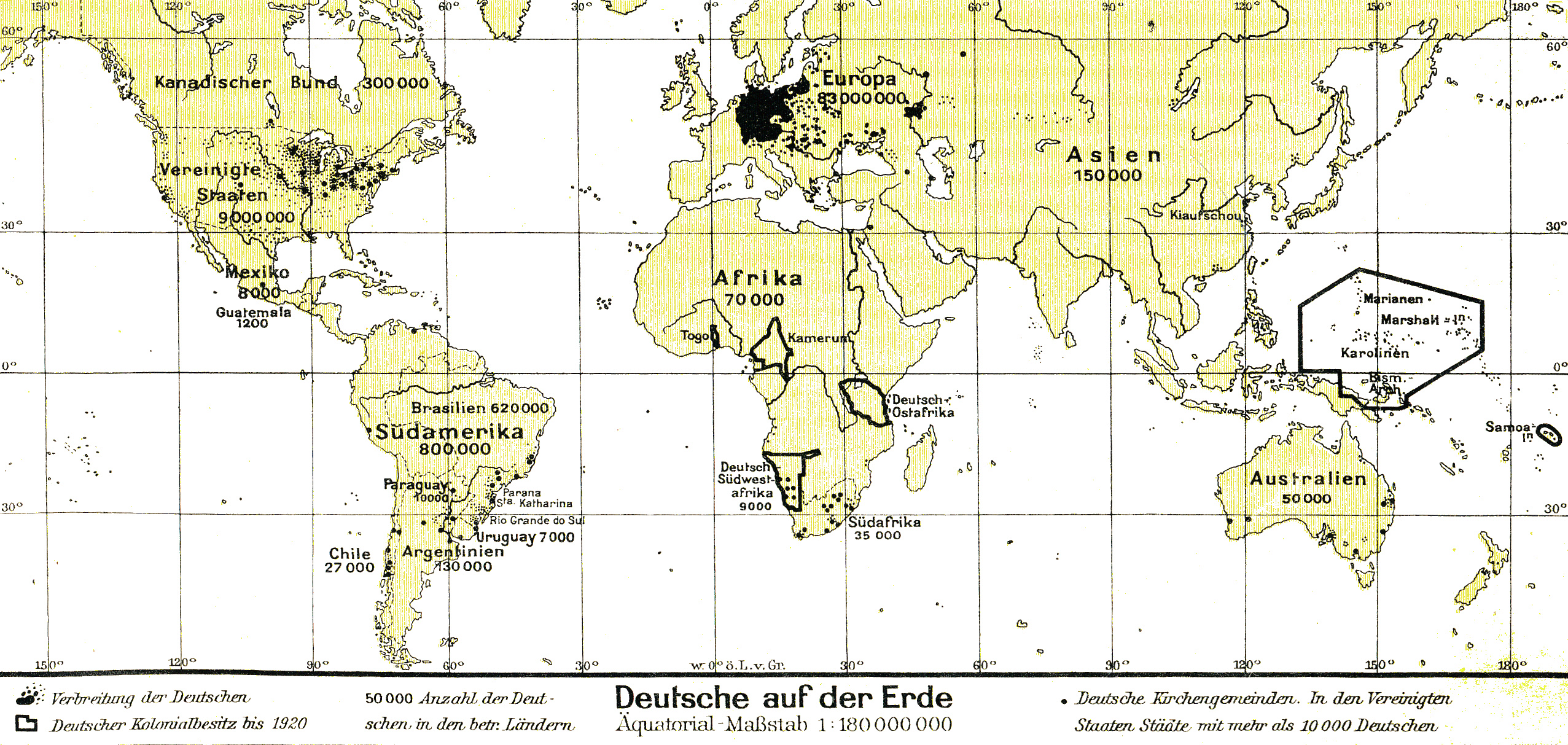
Kaart met de verspreiding van de Duitse diaspora in het begin van de 20e eeuw

Hieronder een overzicht van de verdeling van Duitsers over de wereld. Volgens een volkstelling in 1990 waren er 57 miljoen Amerikanen van Duitse afkomst, waardoor ze de grootste etnische groep van dat land zijn. Volgens de telling van 2009 waren er nog 50.764.352 Duitse Amerikanen. In een aantal landen vormen etnische Duitsers en belangrijke minderheidsgroep, zoals in Canada (ongeveer 10% van de bevolking), Argentinië (7,5% van de bevolking), Australië (4,5% van de bevolking) en Chili (3% van de bevolking).
| Land                   | Duitse afkomst              | Duitse burgers    | Opmerkingen                                                                        |
| ---------------------- | --------------------------- | ----------------- | ---------------------------------------------------------------------------------- |
| Duitsland              | 64.635.410 (2011)           | 74.050.320 (2011) | Zie Demografie van Duitsland                                                       |
| Verenigde Staten       | 46.882.727 (2012)           | 132,000 (2017)    | Zie Duitse Amerikanen; de grootse Duitse bevolkingsgroep buiten Duitsland          |
| Brazilië               | 12.000.000 (2000)           |                   | Zie Duitse Brazilianen; de tweede grootste Duitse bevolkingsgroep buiten Duitsland |
| Canada                 | 03.203.330 (2011)           |                   | Zie Duitse Canadezen                                                               |
| Argentinië             | 03.100.000 (2007)           | 00.050.000        | Zie Duitse Argentijnen                                                             |
| Zuid-Afrika            | 01.200.000 (2009)           |                   | Zie Afrikaners                                                                     |
| Frankrijk              | 01.000.000 (2010)           | 00.093.742 (2011) | Zie Elzas en Lotharingen                                                           |
| Australië              | 00.898.700 (2011)           |                   |                                                                                    |
| Venezuela              | 00.500.000–1.000.000 (2011) |                   |                                                                                    |
| Chili                  | 00.500.000 (2011)           |                   |                                                                                    |
| Nederland              | 00.372.720 (2013)           | 00.179.000        |                                                                                    |
| Italië                 | 00.314.604 (2011)           |                   |                                                                                    |
| Verenigd Koninkrijk    | 00.273.654 (2011)           | 00.092.000        |                                                                                    |
| Paraguay               | 00.290.000 (2000)           |                   |                                                                                    |
| Zwitserland            | Zie noot                    | 00.266.000        | Zie Zwitsers                                                                       |
| Peru                   | 00.240.000                  |                   |                                                                                    |
| Rusland                | 00.195.256 (2021)           |                   | Zie Rusland-Duitsers                                                               |
| Kazachstan             | 00.178.409 (2009)           |                   |                                                                                    |
| Colombia               | 00.150.000                  |                   |                                                                                    |
| Spanje                 | 00.138.917 (2014)           |                   |                                                                                    |
| Polen                  | 00.148.000 (2011)           |                   | Zie Duitse minderheid in Polen                                                     |
| Hongarije              | 00.131.951 (2011)           |                   |                                                                                    |
| Oostenrijk             | Zie noot                    | 00.124.710        | Zie Oostenrijkers                                                                  |
| Mexico                 | 00.500.000–1.000.000        |                   | Zie Duitse Mexicanen en Mennonieten in Mexico                                      |
| Israël                 |                             | 00.100.000        |                                                                                    |
| België                 | 00.073.000 (2008)           |                   | Zie Duitstalige Gemeenschap                                                        |
| Bolivia                | 00.070.000 (2014)           |                   |                                                                                    |
| Roemenië               | 00.036.884 (2011)           |                   | Zie Duitse minderheid in Roemenië                                                  |
| Uruguay                | 00.040.000 (2014)           | 00.006.000        |                                                                                    |
| Tsjechië               | 00.018.772 (2011)           |                   |                                                                                    |
| Noorwegen              | 00.025.000 (2012)           |                   |                                                                                    |
| Ecuador                | 00.033.000                  |                   |                                                                                    |
| Oekraïne               | 00.033.302 (2001)           |                   |                                                                                    |
| Namibië                | 00.030.000 (2013)           |                   |                                                                                    |
| Dominicaanse Republiek | 00.025.000                  | 00.001.792 (2012) |                                                                                    |
| Denemarken             | 00.015.000                  |                   |                                                                                    |
| Griekenland            |                             | 00.015.498        |                                                                                    |
| Ierland                | 00.010.000 (2006)           | 00.011.305        |                                                                                    |
| Belize                 | 00.010.865 (2010)           |                   |                                                                                    |
| Slowakije              | 00.005.000–10.000           |                   |                                                                                    |
| Kirgizië               | 00.008.563 (2014)           |                   |                                                                                    |
| Filipijnen             | 00.006.400                  |                   |                                                                                    |
| Ghana                  |                             | 00.003.900        |                                                                                    |
| Servië                 | 00.003.900                  |                   |                                                                                    |
| Kroatië                | 00.002.965 (2011)           |                   |                                                                                    |
| Turkmenistan           | 00.002.700                  |                   |                                                                                    |
| Tadzjikistan           | 00.002.700                  |                   |                                                                                    |
| Estland                | 00.001.544 (2011)           |                   |                                                                                    |
| Liechtenstein          | Zie noot                    |                   | Zie Liechtensteiners                                                               |
| Luxemburg              | Zie noot                    |                   | Zie Luxemburgers                                                                   |
| Letland                | 00.004.975 (2014)           |                   |                                                                                    |
| Litouwen               | 00.002.418 (2011)           |                   |                                                                                    |
| Finland                | 00.005.447 (2010)           |                   |                                                                                    |
| IJsland                | 00.000.842 (2013)           |                   |                                                                                    |
| Portugal               | 00.015.498 (2007)           |                   |                                                                                    |
| Zweden                 | 00.048.987 (2013)           |                   |                                                                                    |
| Panama                 |                             |                   |                                                                                    |
| Nieuw-Zeeland          |                             |                   |                                                                                    |
| Jamaica                | 00.000.160 (2004)           |                   |                                                                                    |

## Europa

### Alpenlanden

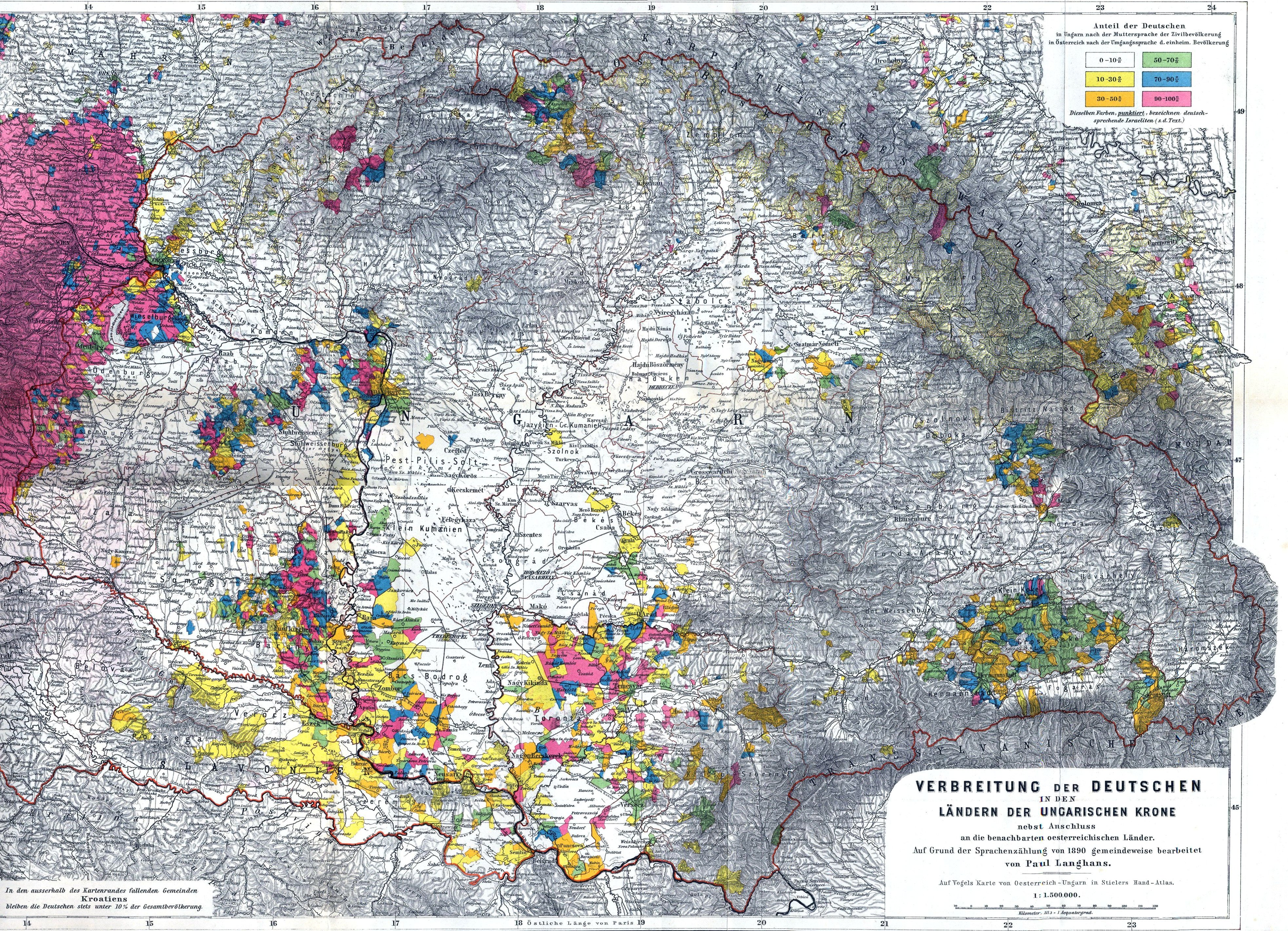
Etnische Duitsers in Hongarije en delen van aangrenzende Oostenrijkse gebieden, volkstelling 1890

Oostenrijk, Zwitserland en Liechtenstein hebben elk Duitstalige meerderheden, hoewel de bevolking zich staatkundig niet als Duitsers identificeert. De Oostenrijkers beschouwden zich na de opheffing van het Oostenrijkse keizerrijk in 1918 korte tijd als Duitsers, maar de vredesconferentie verplichtte hen een eigen nationaliteit te gaan vormen. De zogenaamde 'Anschluss' van Oostenrijk bij Duitsland in 1938 werd door de Oostenrijkers als een vereniging van hetzelfde volk binnen één Groot-Duitse staat toegejuicht. Na 1945 namen deze Oostenrijkers afstand van hun gedeelde verleden met Nazi-Duitsland en wilden ze om opportunistische redenen weer een eigen natie gaan vormen.

### Baltische staten
De Baltische Duitsers vormden ooit zo'n 10% van de bevolking van Estland en Letland, ca 100.000, en waren hier eeuwenlang aanwezig als grootgrondbezitters en stedelijke burgerij. In de Tweede Wereldoorlog zijn zij vrijwel allen gevlucht of verdreven en herinneringen aan hen werden uitgewist, hun landhuizen vaak letterlijk afgebroken en weggeruimd. Echter, dit is na de val van de Sovjet-Unie niet langer het geval en de Estse en Letse regering staan positiever tegenover de (nagedachtenis aan de) Baltische Duitsers.

### België
In België woont een etnische Duitse minderheid, die in de regio waar ze wonen de meerderheid vormen. Deze Oostkantons, waar Duits tot 1919 de officiële taal was, waren Pruisische gemeenten die na de Eerste Wereldoorlog aan België werden toegewezen. Samen met Noord-Sleeswijk is dit de enige regio van de voormalige Duitse gebieden waar, op de Pruisische ambtenaren na, geen Duitsers zijn uitgezet.

### Luxemburg
Hoewel het Luxemburgs oorspronkelijk als een dialect van het Duits is te beschouwen, verwant aan de Moezel- en Eifeldialecten, willen de Luxemburgers niet als Duitsers beschouwd worden. Bij de oprichting en afbakening in 1831–1839 van België moest Luxemburg ongeveer twee derde van zijn grondgebied, waar Frans gesproken werd, afstaan aan België. Het Duitstalige Areler Land (Arlon) hoorde daar overigens ook bij. Het Duitstalige deel bleef onafhankelijk en tweetalig, maar door de Duitse bezettingen in de wereldoorlogen werd nadrukkelijk afstand genomen van het Hoogduits en het Frans meer en meer als standaardtaal gebruikt. Het Luxemburgse dialect is nog steeds omgangstaal, zeker op het platteland, en daarnaast in Luxemburg tot tweede standaardtaal verheven.

### Bulgarije
De Duitse geschiedenis in Bulgarije gaat terug tot in de middeleeuwen. Ook vestigden Duitstalige Asjkenazische joden zich toen in Bulgarije nadat ze uit Hongarije (1376) en Beieren (1470) verdreven werden. Nadat Bulgarije in 1878 een onafhankelijk koninkrijk werd kwam een Duitse prins van het huis Saksen-Coburg en Gotha aan de macht. Enkele dorpen werden toen gesticht voor kolonisten uit Duitsland. De bewoners werden tijdens de Tweede Wereldoorlog geëvacueerd en waar er overbleven werden ze later gedeporteerd op degenen na, die met plaatselijke bewoners getrouwd waren. Tegenwoordig worden ze op iets meer dan 400 geschat.

### Tsjechië en Slowakije
Voor de Tweede Wereldoorlog maakten Duitstaligen 30% uit – ongeveer 3 miljoen – van de bevolking uit in het Tsjechische deel van Tsjecho-Slowakije, voor 1919 de Oostenrijkse provincies Bohemen en Moravië. In de grensregio's, ook wel het Sudetenland genoemd, vormden zij als zogenaamde Sudeten-Duitsers de meerderheid van de bevolking. Zij waren nakomelingen van kolonisten die sinds de 13de eeuw deze toen nog nauwelijks bewoonde grensgebieden hadden ontgonnen. Het Sudetenland werd in 1939 door Duitsland geannexeerd volgens het Verdrag van München. Na de oorlog werd het weer in bezit genomen door de Tsjechoslowaakse regering die de drie miljoen Duitstaligen onteigende en verdreef. Tegenwoordig leven er nog zo'n 40.000 die aanspraak op een minderheidsstatus willen maken in Tsjechië. Er zijn echter enkele honderdduizenden Tsjechen met een of meer Duitstalige voorouders die geen aanspraak op een minderheidsstatus doen, omdat dat weinig wordt gewaardeerd in de Tsjechische publieke opinie. Het aantal Duitsers loopt steeds terug. Volgens de volkstelling van 2001 waren er toen nog 13 gemeenten met op zijn minst 10% Duitsers.
In Slowakije, dat tot 1919 tot Hongarije behoorde, woonden plaatselijke concentraties van in totaal ongeveer 200.000 Duitstaligen, die hun oorsprong in de middeleeuwen vonden, toen hier mijnbouw werd ontwikkeld met kolonisten uit Saksen. De nieuwe hoofdstad Bratislava had tot 1918 de Duitstalige naam Presburg en Duitstaligen, in meerderheid overigens joden, vormden er een kleine meerderheid. Zo goed als alle Slowaakse Duitsers werden in 1945 gedeporteerd.
Er werd na de oorlog voor geijverd om de culturele historie, waarin Duitstaligen door de eeuwen heen een grote en bij tijden dominante rol speelden, te ontkennen. Na 1990 is daar enige verandering in gekomen; indien de bevolking van een gemeente minstens 10% uitmaakt, mogen straat- en plaatsnamen ook in het Duits weergegeven worden. De publieke opinie waardeert dat echter niet en het komt dus maar sporadisch voor.

### Denemarken
Na het Verdrag van Versailles werd Noord-Sleeswijk Deens als de provincie Zuid-Jutland. De Duitsers, of beter de Duitsgezinden daar mochten in onderwijs en media Hoogduits blijven gebruiken, hoewel de meesten van hun tweetalig Deens waren. Er wonen nog ongeveer 20.000 Duitstaligen in het gebied.

### Frankrijk
De Duitstalige bewoners van Elzas-Lotharingen zijn aan het einde van de 17de en in de 18de eeuw onderdanen van de Franse staat geworden en na de Franse Revolutie Franse staatsburgers. In 1871 werden hun woongebieden door het nieuwe Duitse keizerrijk geannexeerd en kregen zij het Duitse staatsburgerschap. In 1918 werd deze annexatie ongedaan gemaakt en werden zij opnieuw Franse staatburgers. De pogingen om hen als vanzelfsprekend de Franse taal op te leggen, stuitten op op onverwachte en onbegrepen weerstand, minder op ideologische dan op praktische gronden, want de bevolking sprak alleen de regionale dialecten en had op school sinds 1871 alleen Hoogduits geleerd. De nieuwe bezetting door nationaalsocialistische autoriteiten in de periode 1940–1945 gaf de doorslag. Na 1945 deden de Elzassers en de Duitstalige Lotharingers afstand van het Hoogduits als standaardtaal en na een periode van tweetaligheid, leerden binnen enkele generaties de hedendaagse bewoners in toenemende mate alleen nog Frans, terwijl oudere generaties op het platteland hun dialect bleven gebruiken en in die zin nu nog als 'Duitstalig' zouden kunnen gelden.

### Sovjet-Unie
Zie voor de gecompliceerde geschiedenis van de Duitstalige minderheden, waaronder die van de Mennonieten, in het keizerlijke Rusland, en hun lotgevallen in de Sovjet-Unie bij de Ruslandduitsers. Met name Mennonieten emigreerden na 1874 en 1920 naar Amerika en opnieuw na 1945. Na 1990 zijn honderdduizenden van de laatste achtergblevenen naar Duitsland geëmigreerd.

### Italië

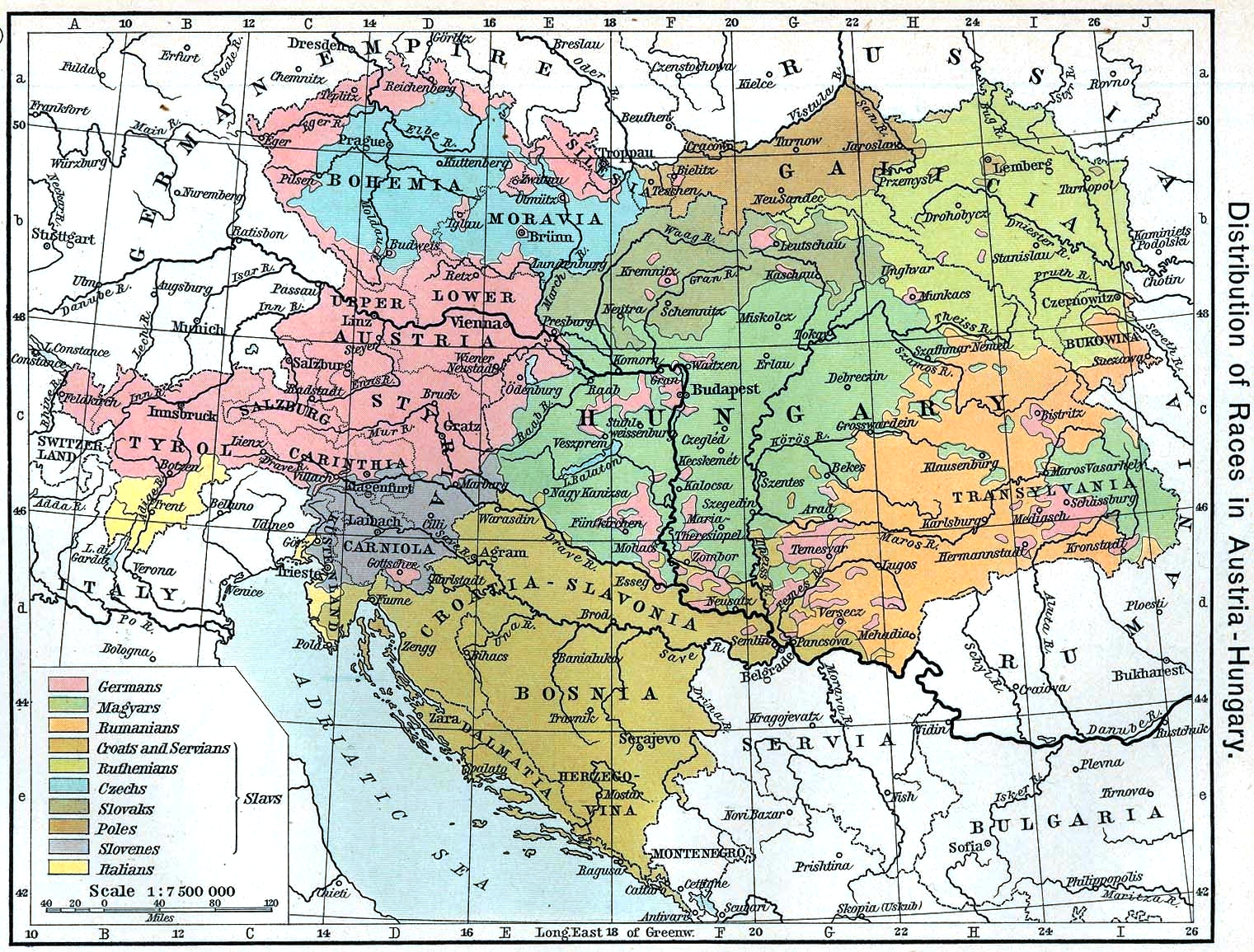
Kaart van Oostenrijk-Hongarije in 1911, met de gebieden die bewoond werden door etnische Duitsers in roze.

In Italië bevinden zich verscheidene Duitse populaties die zich hier in de Middeleeuwen vestigden en lang een bijzonder archaïsch Duits (Beiers) bleven spreken. In de Karnische Alpen was er een nu vrijwel uitgestorven concentratie van etnische Duitsers die zich in het zogenaamde Zimbrisch uitdrukten. Etnologen dachten namelijk dat zij afstamden van de Cimbren en Teutonen die in de oudheid Rome hadden belegerd. In de regio Veneto leven de Walser, afkomstig uit het Zwitserse kanton Wallis, die Walserduits spreken. Ook in Friuli-Venezia Giulia waren er enkele afgelegen berggemeenschappen Duitssprekend.
Zuid-Tirol is een Duitstalige regio in het noorden van Italië, die voor 1918 bij Oostenrijk hoorde. Na de val van het Oostenrijk-Hongaarse keizerrijk bevonden drie miljoen Oostenrijkers zich buiten de nieuwe landsgrenzen in Hongarije, Italië, Tsjecho-Slowakije en Joegoslavië. Aangezien Oostenrijkers zich vervolgens als etnische Duitsers beschouwden, kan deze bevolkingsgroep ook in die zin als Duitsers bestempeld worden. In 1919 woonden 210.000 van hun in Italië. De centrale regering in Rome nam voortvarend de italianisering van het gebied ter hand. In de fascistische tijd ging dat met dwang gepaard en werd aan degenen die zich verzetten hun staatsburgerschap ontnomen, waarna zij naar Duitsland uitgewezen konden worden. 80.000 verdwenen op deze wijze. Met massale immigratie van Italianen werd dit beleid na de oorlog op een andere wijze voortgezet, maar uiteindelijk mislukte het toch. Naast 300.000 Duitstalige Zuid-Tirolers woont er tegenwoordig een Italiaanse minderheid in de regio, vooral in de grotere steden, maar officieel heeft de autonome regio een primair Duitstalige bestuursstatus gekregen.

### Polen

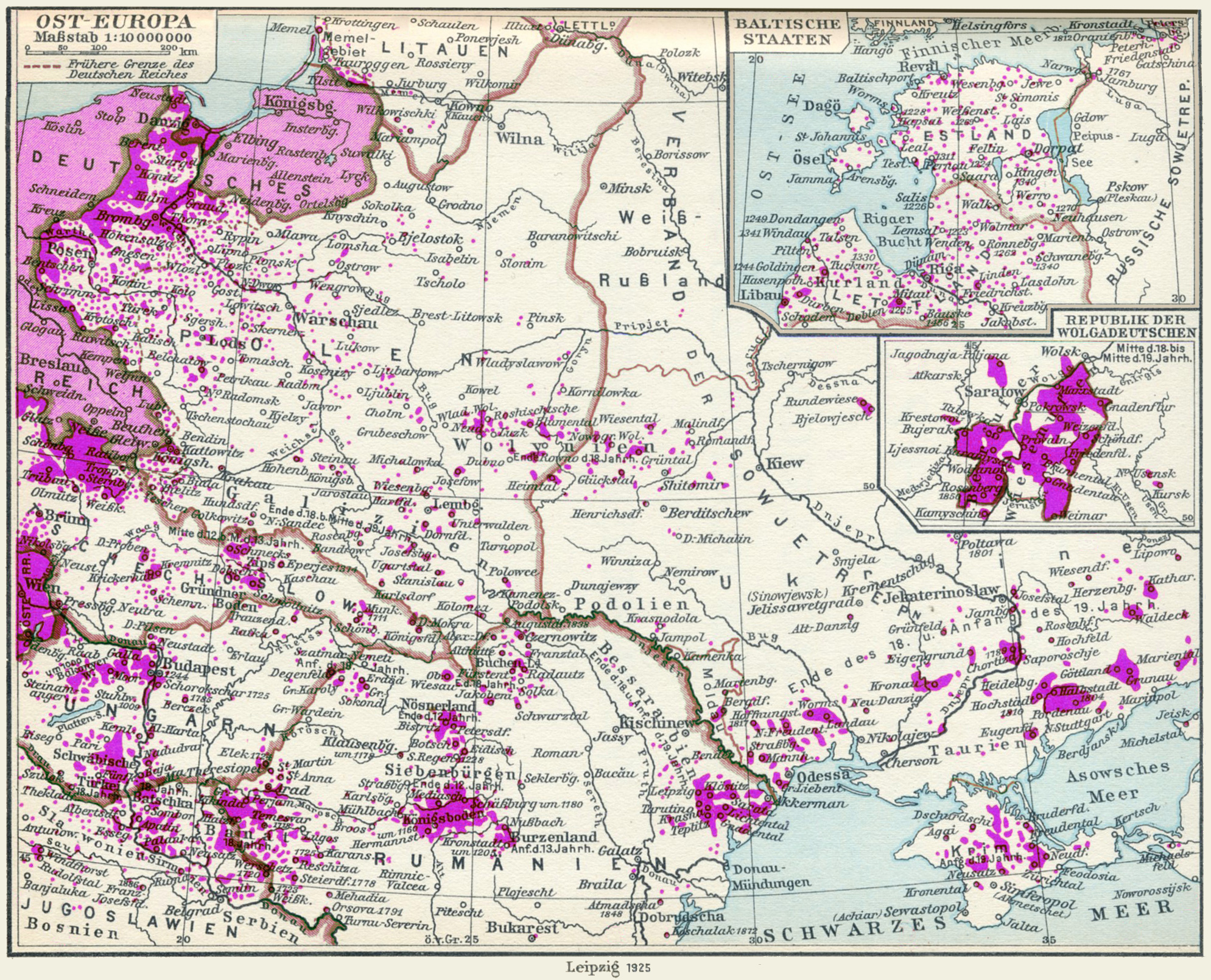
Duitse minderheid in Polen, 1925

In Polen woont nog een Duitse minderheid van om en nabij de 109.000. Het is een restant van de ongeveer 10 miljoen Duitsers die Polen na 1944 uit het land en de geannexeerde Duitse provincies heeft gezet. Alleen een kleine miljoen tweetalige Duitsers mochten blijven en Pools staatsburger worden mits zij het Duits niet meer zouden gebruiken. Daarop werd streng en onder dreiging van strafmaatregelen toegezien. Honderdduizenden emigreerden later naar Duitsland en alleen een concentratie in Opper-Silezië bleef achter. Na de val van het IJzeren Gordijn in 1990 kreeg deze groep minderhedenrechten. Het grootste gedeelte woont in de dorpen ten oosten van de stad Opole. In landelijke gemeenten mogen bij een percentage van 20% Duitsers tweetalige plaats- en straatnamen aangebracht worden. Daarvan wordt ruim gebruik gemaakt. Het gaat hier om tweetaligen, die primair Pools spreken maar zich vanuit hun verleden verbonden voelen met de Duitse taal en cultuur.

### Hongarije
Voor de Tweede Wereldoorlog woonden er ongeveer 1,5 miljoen Donau-Zwaben in Hongarije, Roemenië en Joegoslavië. Zij werden voor herbevolking van ontvolkte gebieden door Habsburgse autoriteiten in de 18de eeuw als kolonist geronseld onder de landloze boeren en landarbeiders in de zuidwestelijke staten van het Duitse Rijk, waaronder toen ook de Elzas en Lotharingen vielen.
In Hongarije waren dat er 550.000. De helft werd tussen 1945 en 1948 gedeporteerd en de overigen werden daarna onder druk gezet om zich te 'verhongaarsen'. maar er bestaat nog steeds een minderheid van ongeveer 130.000 die aanspraak kan doen op culturele en onderwijsrechten, hoewel dat in het huidige nationalistische klimaat weinig op prijs wordt gesteld zodat er ook weinig gebruik van wordt gemaakt.

### Roemenië
Voor de Tweede Wereldoorlog woonden er 786.000 etnische Duitsers in Roemenië. Zij werden in zeven zeer verschillende subgroepen onderverdeeld. De oudste groep, namelijk die van de Zevenburger Saksen, stamde uit de 13de eeuw en was hier door Hongaarse koningen gevestigd. In de 18de en 19de eeuw kwamen van de Saksen sterk afwijkende kolonisten uit Zwaben. Zij werden door de Habsburgse overheden gevestigd in de grensstroken, ontvolkte gebieden die op het Ottomaanse Rijk waren veroverd. Om ze uit handen van de Sovjets te houden werden er ongeveer 200.000 in 1939 en 1944 geëvacueerd door Duitse instanties. Tienduizenden werden in 1945 geïnterneerd in werkkampen maar de overlevenden konden later terugkeren naar hun woonplaatsen waar zij hun staatsburgerschap en culturele rechten teruggekregen. Na 1990 vond een uittocht van genoemde Saksen plaats. Tegenwoordig is er nog een minderheid van ongeveer 37.000 (2011).

### Joegoslavië
Na de Eerste Wereldoorlog werd Joegoslavië als nieuwe staat samengesteld uit delen van onder andere Oostenrijk en Hongarije. In die delen woonden Duitstalige groepen met een bevolkingstotaal van meer dan 510.000. Een groot deel daarvan hing in hun Zwabische afkomst samen met de Duitstaligen in Hongarije en Roemenië. In en na 1945 werden deze Duitstaligen, voor zover niet gevlucht, geïnterneerd in werkkampen en van daaruit later gedeporteerd. Dat kostte een bijzonder hoog aantal van hen het leven. Weinigen zijn sindsdien in het land overgebleven.

### Verenigd Koninkrijk
In het Verenigd Koninkrijk wonen zo'n 300.000 mensen van geheel of gedeeltelijk Duitse afkomst. Zij stammen af van immigranten uit zowel de negentiende als twintigste eeuw. Het Britse koningshuis stamt zelf af van het Hannoveraanse koningshuis. Dat huis werd sinds het midden van de 18de eeuw het Britse koningschap toegekend en sindsdien trouwden de Britse koningen met Duitse vorstendochters, tot en met koningin Victoria die een Duitse vorstenzoon uit het huis Saksen-Coburg trouwde. Tijdens de Eerste Wereldoorlog, in 1917, werd de Duitse familienaam Saksen-Coburg en Gotha (Saxe-Coburg-Gotha) door koning George V veranderd in het 'meer Brits' klinkende Windsor, en om dezelfde redenen Battenberg in 'Mountbatten'.

## Afrika

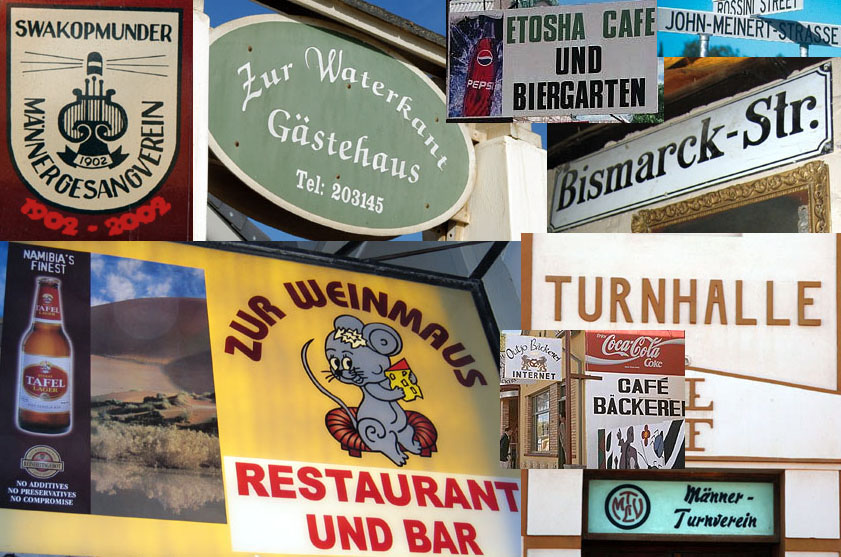
Voorbeelden van Duitse bewegwijzering in Namibië

Duitsland was niet zo'n grote koloniale macht als andere Europese landen, omdat het land pas na de vereniging en verheffing tot keizerrijk met kolonisatie kon beginnen, in 1871, en Afrika toen al verdeeld was tussen Groot-Brittannië en Frankrijk. Na de Eerste Wereldoorlog werden de Duitse kolonies door deze koloniale wereldmachten overgenomen: Duits Oost-Afrika en Duits Zuidwest-Afrika en daarnaast Kameroen en een deel van Togo. In Namibië zijn er nog steeds ongeveer een 30.000 etnische Duitsers, al zou nog slechts een derde van hen Duits spreken en de overigen Afrikaans. De meesten wonen in de hoofdstad Windhoek en in de steden Swakopmund en Lüderitz, waar Duitse architectuur opvallend aanwezig is.
In Zuid-Afrika is een niet meer onderscheidbaar deel van de Afrikaners afstammeling van Duitsers die zich met Nederlanders en Fransen (hugenoten) hebben vermengd. Ongeveer een derde van de 3,5 miljoen Afrikaners zou van Duitse afkomst zijn.

## Noord-Amerika

Kaart van Amerika met daarin meest voorkomende bevolkingsgroep per gebied, Duitsers (lichtblauw) zijn de meest voorkomende

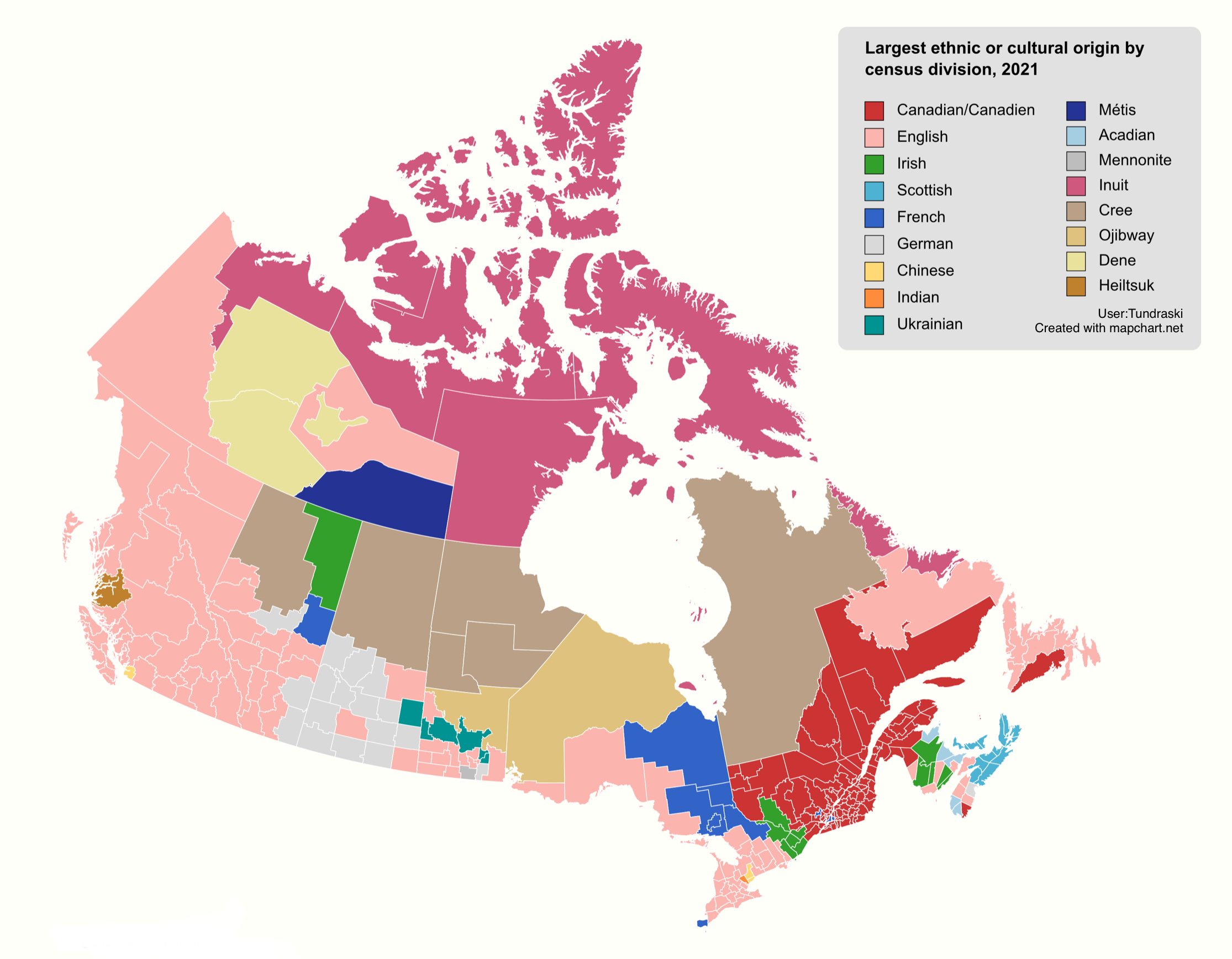
Mensen die zichzelf identificeren als mensen met Duitse voorouders zijn in groten getale aanwezig in veel delen van de prairieprovincies (gebieden gekleurd in grijs).

- In de Verenigde Staten waren de "Germans" de grootste etnische groep en omvatte alle Duitstaligen, inclusief Oostenrijkers en Joden. Reeds in de 18e eeuw begonnen migratiegolven naar Amerika, die meestal economische maar ook politieke motieven hadden. In de jaren dertig vond een laatste golf, nu van joodse Duitsers en antifascisten plaats. Er bestond voor 1914 een grootschalige Duitse pers en er waren vele duizenden Duitstalige scholen en kerkgemeenten. Echter, in en na de Eerste Wereldoorlog kwam het Duits als politiek incorrect meer en meer in onbruik en veranderden vele Duitse Amerikanen hun familienaam. Vandaag wonen 520.400 mensen in de VS die geboren zijn in Duitsland, maar slechts ongeveer 200.000 hebben Duits staatsburgerschap.
- In Belize zijn er ongeveer een 6.000 mennonieten die Nederduits spreken.
- In Canada wonen 3,2 miljoen Canadezen met in de ruime zin een Duitse achtergrond, oftewel zo'n 10% van de bevolking.
- Mexicaanse mennonieten zijn via de Verenigde Staten hierheen gekomen; in totaal zo'n 100.000 waarvan een vijfde Nederduits spreekt.

## Zuid-Amerika
- In Argentinië is ongeveer 7,5% van de bevolking van Duitse afkomst. Ongeveer 500.000 Argentijnen spreken nog Duits, ongeveer 1% van de bevolking. Zij wonen vooral in het zuiden en in de provincies Santa Fe, Entre Ríos en Córdoba. Een voorbeeld van de Duitse invloed is het dorpje Villa General Belgrano, waar de huizen in Duitse architectuur gebouwd zijn en waar een van de grootste Oktoberfesten ter wereld gehouden wordt. Nazi-minister Richard Walther Darré werd in Argentinië geboren. Na de oorlog vluchtten vele naziprominenten naar Argentinië waar zij onderdoken in Duitstalige gemeenschappen. Daaronder waren Adolf Eichmann en Josef Mengele.

- In Bolivia zijn er twee groepen: zij die vanuit Duitsland of Brazilië emigreerden naar Bolivia (ongeveer 250.000, degenen van deels Duitse afkomst inbegrepen) en de afstammelingen van mennonieten die vanuit Canada en Mexico naar Bolivia kwamen. Zij maken zo'n 3% van de bevolking uit. 20.000 spreken Hoogduits en 85.000 Nederduits.

- Duitse Brazilianen wonen voornamelijk in het zuiden van Brazilië. Zij emigreerden in de 19de en 20ste eeuw naar het land. Ze zijn met zo'n 5 miljoen, waarnaast ongeveer 12 miljoen Brazilianen van gedeeltelijk Duitse afkomst is. Ongeveer 3 miljoen van hen wonen geconcentreerd in de staat Santa Catarina en ongeveer 500.000 spreken daar nog Duits. In heel Brazilië zouden er nog zo'n 3 miljoen Duitstaligen zijn.

- In Chili zijn er ongeveer 500.000 afstammelingen van Duitsers, waarvan er nog 40.000 Duits spreken.

- In Paraguay zijn er ongeveer 166.000 afstammelingen van Duitsers, waarvan ook vele mennonieten uit Mexico, de Sovjet-Unie, Bolivia en Canada. Een meerderheid spreekt nog Duits.

- In Peru werden verschillende dorpen door mennonieten gesticht, waar nog steeds Duits gesproken wordt. Ongeveer 180.000 Peruvianen zijn van Duitse afkomst.

## Azië
Tijdens de Meijiperiode in Japan (1868–1912) kwamen Duitsers in Japan werken als adviseurs van de regering. De relatie tussen Duitsland en Japan bleef sindsdien bestaan op grond van de gemeenschappelijke vijand Rusland/ Sovjet-Unie.
Van 1897 tot 1914 hadden de Duitsers een pachtconcessie in het Chinese Kiautschou, het hedendaagse Qingdao. Er werd onder andere een brouwerij gesticht met het hedendaagse Chinese biermerk Tsingtao. Enkele opvallende kerken en regeringsgebouwen getuigen van deze periode.
Een aantal Duitsers vestigde zich ook in dienst van de koloniale overheden van andere Europese landen zoals Maleisië, Nederlands-Indië en de Filipijnen. In Indië waren dat bekende personen zoals Caspar Georg Carl Reinwardt, Walter Spies en Franz Wilhelm Junghuhn.
In Palestina vestigden zich in de negentiende eeuw ook enkele Duitse gemeenschappen, echter zij werden door de Britten uitgewezen ten tijde van het naziregime.

## Oceanië
In Australië zijn ongeveer 750.000 mensen van geheel of gedeeltelijk Duitse afkomst. De eerste migratiegolf begon in 1838 met Pruisische kolonisten. Kolonisten uit het Rijn- en Moezelgebied richtten bij Adelaïde de wijnbouw op. Na de Tweede Wereldoorlog volgde een nieuwe golf, voornamelijk van Duitsers die waren verdreven werden uit gebieden die Duitsland aan andere landen moest afstaan.
Ook in Nieuw-Zeeland zijn er zo'n 200.000 mensen van geheel of gedeeltelijk Duitse afkomst, wier voorouders al vanaf het midden van de negentiende eeuw hierheen kwamen.
Velen van hen namen een Engelse naam aan nadat Duitsland de vijand van het Britse Imperium was geworden. Voormalig eerste minister David Lange van Nieuw-Zeeland is van Duitse afkomst.